# Lille næbhval
Den lille næbhval (Mesoplodon peruvianus) er den mindste art i familien af næbhvaler og en af de nyligst beskrevne. Den forekommer langs kysten af Centralamerika, bl.a. i tilknytning til Chile-Peru dybhavsgraven. Lille næbhval bliver 3,4-3,7 m lang.
Arten var i mange år kun kendt fra observationer af en ellers ukendt næbhval, beskrevet som Mesoplodon sp. A, men blev formelt beskrevet og navngivet i 1991, baseret på 10 strandinger i Peru mellem 1976 og 1989. Disse inkluderer typeeksemplaret, en 3.72 m lang voksen han. Et eksemplar strandet ved Paracas, Peru i 1955 og først identificeret som Andrews næbhval har siden vist sig at være en lille næbhval. Siden 1987 har der været mindst 40 yderligere observationer af arten.

## Beskrivelse
Lille næbhval har en for næbhvaler typisk aflang kropsform, omend halen er usædvanlig tyk. Melonen er fremtrædende og går over i et relativt kort næb. Mundvigen hos hannerne har en karakteristisk opadgående bue, med en enkelt tand i hver underkæbe. Farven er sædvanligvis mørk på oversiden og lysere på undersiden, især underkæbe, strube og bag navlen. Hanner kan tillige have lysere V-formede tværstriber hen over ryggen.

## Udbredelse og bestand
Arten er kendt fra strandinger og levende observationer i den tropiske del af det østlige Stillehav, mellem Den californiske Halvø og Peru. Desuden kendes strandinger fra 1995, 2001, and 2012 i hhv. Chile (29°15′S 71°26′V / 29.250°S 71.433°V), Monterey Bay, og Humboldt County (Californien), hvilket indikerer at udbredelsen strækker sig længere mod nord og syd end hidtil antaget. En strandet død lille næbhval kendes desuden fra New Zealand, men dette fund anses for at ligge udenfor den egentlige udbredelse.
Der er ikke tilstrækkelige data til at bestandsstørrelsen har kunnet estimeres.

## Biologi
Der kendes næsten intet til denne arts biologi. Den er observeret i små grupper, ligesom andre arter i Mesoplodon-slægten. Maveindholdet hos nogle af de få individer, der er undersøgt, har været fisk, i modsætning til de øvrige arter af næbhvaler, der i udstrakt grad lever af blæksprutter.